# Isla del Príncipe Patrick
La isla del Príncipe Patrick es isla más occidental del archipiélago de las islas de la Reina Isabel. Administrativamente, pertenece a los Territorios del Noroeste, Canadá. 

## Geografía
La isla tiene una superficie de 15.848 km², que la sitúa, por tamaño, como la 6.ª isla del archipiélago, la 14.ª de Canadá y la 55.ª del mundo. Está rodeada de hielo durante todo el año, siendo una de las áreas más inaccesibles de Canadá. Está en el borde exterior del archipiélago y tiene al este isla Eglinton, isla Melville e isla Emerald y al noreste, isla Mackenzie King. Hay algunas islas pequeñas próximas, como isla de Fitwilliam Owen, isla Eight Bears y el grupo de islas Polynia.
Localizada al norte de la entrada del estrecho de McClure, el último de los tramos del Paso del Noroeste, que une el Melville Sound con el Mar de Beaufort, la isla tiene una longitud en dirección SW-NE de unos 240, y una anchura de 110 km  
Sus costas están bañadas en su ribera noroccidental por las aguas abiertas del océano Ártico, un tramo costero donde se encuentra en su parte más septentrional la bahía Satellite, y, a mitad de la isla, la bahía Hardinge; en su parte sur, la bañan las aguas del estrecho de McClure, un pequeño tramo con profundos entrantes, como bahía Dyer, bahía Wolley, el Walker Inlet y la bahía Butter; en la ribera suroriental, sus costas abren al canal Crozier (que la separa de isla Eglinton), un tramo de costa en el que hay dos grandes entrantes, la bahía Mould y el Intrepid Inlet; siguen luego las aguas del estrecho Fitzwilliam (que la separa de las islas Melville y Emerald), con las bahías de Jameson y Moore. 
El punto más al norte es cabo Leopold Mcclintock; el más oriental, punta Griffiths; el más meridional, cabo Mecham; y, el más oriental, cabo Ludlow Rich.
La altitud máxima de la isla es de apenas 277 m, siendo un área activa sísmicamente.

### Clima
| Parámetros climáticos promedio de Aeropuerto de Mould Bay (1981–2010) | Parámetros climáticos promedio de Aeropuerto de Mould Bay (1981–2010) | Parámetros climáticos promedio de Aeropuerto de Mould Bay (1981–2010) | Parámetros climáticos promedio de Aeropuerto de Mould Bay (1981–2010) | Parámetros climáticos promedio de Aeropuerto de Mould Bay (1981–2010) | Parámetros climáticos promedio de Aeropuerto de Mould Bay (1981–2010) | Parámetros climáticos promedio de Aeropuerto de Mould Bay (1981–2010) | Parámetros climáticos promedio de Aeropuerto de Mould Bay (1981–2010) | Parámetros climáticos promedio de Aeropuerto de Mould Bay (1981–2010) | Parámetros climáticos promedio de Aeropuerto de Mould Bay (1981–2010) | Parámetros climáticos promedio de Aeropuerto de Mould Bay (1981–2010) | Parámetros climáticos promedio de Aeropuerto de Mould Bay (1981–2010) | Parámetros climáticos promedio de Aeropuerto de Mould Bay (1981–2010) | Parámetros climáticos promedio de Aeropuerto de Mould Bay (1981–2010) |
| Mes                                                                   | Ene.                                                                  | Feb.                                                                  | Mar.                                                                  | Abr.                                                                  | May.                                                                  | Jun.                                                                  | Jul.                                                                  | Ago.                                                                  | Sep.                                                                  | Oct.                                                                  | Nov.                                                                  | Dic.                                                                  | Anual                                                                 |
| --------------------------------------------------------------------- | --------------------------------------------------------------------- | --------------------------------------------------------------------- | --------------------------------------------------------------------- | --------------------------------------------------------------------- | --------------------------------------------------------------------- | --------------------------------------------------------------------- | --------------------------------------------------------------------- | --------------------------------------------------------------------- | --------------------------------------------------------------------- | --------------------------------------------------------------------- | --------------------------------------------------------------------- | --------------------------------------------------------------------- | --------------------------------------------------------------------- |
| Temp. máx. abs. (°C)                                                  | -5.3                                                                  | -4.9                                                                  | -6.7                                                                  | -0.5                                                                  | 6.3                                                                   | 18.0                                                                  | 22.7                                                                  | 16.3                                                                  | 7.8                                                                   | 2.5                                                                   | -1.7                                                                  | -2.6                                                                  | 22.7                                                                  |
| Temp. máx. media (°C)                                                 | -29.4                                                                 | -30.0                                                                 | -27.6                                                                 | -19.1                                                                 | -7.4                                                                  | 2.9                                                                   | 6.7                                                                   | 3.0                                                                   | -3.8                                                                  | -14.1                                                                 | -23.1                                                                 | -27.0                                                                 | -14.1                                                                 |
| Temp. media (°C)                                                      | -33.1                                                                 | -33.9                                                                 | -31.4                                                                 | -23.0                                                                 | -10.4                                                                 | 0.6                                                                   | 4.0                                                                   | 0.9                                                                   | -6.2                                                                  | -17.7                                                                 | -26.6                                                                 | -30.5                                                                 | -17.3                                                                 |
| Temp. mín. media (°C)                                                 | -36.9                                                                 | -37.6                                                                 | -34.9                                                                 | -26.8                                                                 | -13.5                                                                 | -1.7                                                                  | 1.2                                                                   | -1.3                                                                  | -8.5                                                                  | -21.3                                                                 | -30.2                                                                 | -34.0                                                                 | -20.4                                                                 |
| Temp. mín. abs. (°C)                                                  | -52.2                                                                 | -53.9                                                                 | -54.7                                                                 | -46.1                                                                 | -29.6                                                                 | -14.4                                                                 | -3.9                                                                  | -13.5                                                                 | -26.1                                                                 | -38.9                                                                 | -44.4                                                                 | -52.8                                                                 | -54.7                                                                 |
| Precipitación total (mm)                                              | 4.5                                                                   | 4.6                                                                   | 4.2                                                                   | 3.4                                                                   | 10.8                                                                  | 9.8                                                                   | 13.8                                                                  | 23.8                                                                  | 18.1                                                                  | 12.9                                                                  | 6.7                                                                   | 4.5                                                                   | 117.2                                                                 |
| Lluvias (mm)                                                          | 0.0                                                                   | 0.0                                                                   | 0.0                                                                   | 0.0                                                                   | 0.0                                                                   | 3.6                                                                   | 10.0                                                                  | 11.7                                                                  | 2.2                                                                   | 0.0                                                                   | 0.0                                                                   | 0.0                                                                   | 27.5                                                                  |
| Nevadas (cm)                                                          | 5.4                                                                   | 5.8                                                                   | 5.1                                                                   | 4.7                                                                   | 15.0                                                                  | 6.6                                                                   | 3.8                                                                   | 12.9                                                                  | 18.5                                                                  | 16.1                                                                  | 9.0                                                                   | 6.3                                                                   | 109.2                                                                 |
| Días de precipitaciones (≥ 0.2 mm)                                    | 6.1                                                                   | 6.6                                                                   | 6.4                                                                   | 4.9                                                                   | 10.1                                                                  | 6.3                                                                   | 9.0                                                                   | 13.3                                                                  | 12.8                                                                  | 11.6                                                                  | 9.6                                                                   | 6.9                                                                   | 103.6                                                                 |
| Días de lluvias (≥ 0.2 mm)                                            | 0.0                                                                   | 0.0                                                                   | 0.0                                                                   | 0.0                                                                   | 0.0                                                                   | 2.9                                                                   | 7.8                                                                   | 6.2                                                                   | 1.1                                                                   | 0.0                                                                   | 0.0                                                                   | 0.0                                                                   | 18.0                                                                  |
| Días de nevadas (≥ 0.2 cm)                                            | 6.6                                                                   | 6.9                                                                   | 6.8                                                                   | 5.8                                                                   | 12.2                                                                  | 4.2                                                                   | 3.4                                                                   | 8.9                                                                   | 12.5                                                                  | 12.2                                                                  | 10.0                                                                  | 7.1                                                                   | 96.5                                                                  |
| Horas de sol                                                          | 0.0                                                                   | 0.0                                                                   | 97.9                                                                  | 287.5                                                                 | 267.9                                                                 | 297.2                                                                 | 254.1                                                                 | 121.0                                                                 | 49.6                                                                  | 15.5                                                                  | 0.0                                                                   | 0.0                                                                   | 1390.5                                                                |
| Humedad relativa (%)                                                  | 69.5                                                                  | 67.4                                                                  | 64.6                                                                  | 73.2                                                                  | 82.0                                                                  | 81.3                                                                  | 79.6                                                                  | 84.8                                                                  | 88.2                                                                  | 80.3                                                                  | 73.3                                                                  | 69.6                                                                  | 76.1                                                                  |
| Fuente: Environment Canada                                            |                                                                       |                                                                       |                                                                       |                                                                       |                                                                       |                                                                       |                                                                       |                                                                       |                                                                       |                                                                       |                                                                       |                                                                       |                                                                       |

## Historia
La isla del Príncipe Patrick fue explorada por primera vez por Francis Leopold McClintock en su expedición al ártico de 1853. Fue nombrada así, mucho después, en honor al príncipe Arthur William Patrick, duque de Connaught, que fue gobernador de Canadá (1911-16).
La isla del Príncipe Patrick está deshabitada y no hay, ni que se sepa ha habido, presencia humana. En 1948 se abrió la Estación Meteorológica del Alto Ártico, denominada Mould Bay, como parte del esfuerzo común canadiense y estadounidense por crear una red de estaciones meteorológicas. Tuvo una población de entre 10 y 40 científicos. La estación cerró en 1997, al pasar a ser una estación automática. El edificio aún se mantiene en pie.